# Ignacio de Arruabarrena
Ignacio de Arruabarrena Fernández (Montevideo, 16 de enero de 1997) es un futbolista uruguayo. Juega como portero y su equipo actual es Barcelona Sporting Club de la Serie A de Ecuador.

## Clubes
| Club                 | País           | Año        |
| -------------------- | -------------- | ---------- |
| Montevideo Wanderers | Uruguay        | 2015-2017  |
| Tacuarembó F. C.     | Uruguay        | 2018       |
| Montevideo Wanderers | Uruguay        | 2019-2022  |
| F. C. Arouca         | Portugal       | 2022-2024  |
| Al-Wehda Club        | Arabia Saudita | 2024-2025  |
| Barcelona S. C.      | Ecuador        | 2025- act. |

## Estadísticas

### Participaciones en la selección nacional
| Competición                            | Sede     | Resultado    | Partidos | Goles |
| -------------------------------------- | -------- | ------------ | -------- | ----- |
| Torneo Preolímpico Sudamericano Sub-23 | Colombia | Tercer lugar | 6        | –6    |